# 段家集乡
段家集乡，是中华人民共和国甘肃省庆阳市合水县下辖的一个乡镇级行政单位。

## 行政区划
段家集乡下辖以下地区：
段家集村、化沟村、北头村、王庄村、枣洼村和宜州村。